# Cataclysme obliquilineata
Cataclysme obliquilineata är en fjärilsart som beskrevs av George Francis Hampson 1895. Cataclysme obliquilineata ingår i släktet Cataclysme och familjen mätare. Inga underarter finns listade i Catalogue of Life.